# Andrzej Jaros
Andrzej Jaros (ur. 19 lipca 1990) – polski lekkoatleta, sprinter.
Absolwent Międzynarodowego Liceum Ogólnokształcącego Paderewski w Lublinie. Zawodnik KS Agros Zamość i medalista mistrzostw Polski w kategorii juniorów. Życiowy sukces w biegu indywidualnym odniósł podczas mistrzostw Europy juniorów w 2009 w Nowym Sadzie, gdzie zdobył srebrny medal w biegu na 400 metrów z czasem 46,75.  W 2014 zdobył srebrny medal w sztafecie 4 x 400 metrów podczas Mistrzostw Europy w Zurychu (biegł w elimnacjach).
Lekkoatletykę uprawiali także jego rodzice: Marek i Urszula.

## Rekordy życiowe
- bieg na 300 metrów – 33,84 (2009)
- bieg na 400 metrów – 46,44 (2014)